# 윈도우 폰 8
윈도우 폰 8(영어: Windows Phone 8)은 마이크로소프트에서 출시한 모바일 운영체제이다. 2012년 10월 29일에 출시되었다. 윈도우 폰 7까지 쓰이던, CE 커널을 NT커널로 대체하였다.

## 같이 보기
- 윈도우 8
- 윈도우 폰
- 윈도우 폰 8.1
- 엑스박스 라이브
- 마이크로소프트
- 모바일 운영 체제